# Macrothemis absimilis
Macrothemis absimilis là loài chuồn chuồn trong họ Libellulidae. Loài này được Costa mô tả khoa học đầu tiên năm 1991.